# ヒュー・パイル
ヒュー・パイル（Hugh Pyle、1988年9月21日 - ）は、ジャパンラグビーリーグワン東芝ブレイブルーパス東京に所属するラグビーユニオン選手。

## プロフィール
- オーストラリア・シドニー出身[1]。
- ポジションはロック (LO)。
- 身長: 201 cm、体重: 115 kg
- オーストラリア代表に選ばれたことがある[2]。

## 来歴
レベルズ、スタッド・フランセ、バイヨンヌを経て、2021年、東芝ブレイブルーパス東京に加入。
2022年2月26日に行われたJAPAN RUGBY LEAGUE ONE第7節シャイニングアークス東京ベイ浦安戦にて先発出場し日本での公式戦初出場を果たした。